# Love So Sweet
Love So Sweet è un brano musicale del gruppo musicale giapponese Arashi, pubblicato come loro diciottesimo singolo il 21 febbraio 2007. Il brano è incluso nell'album Time, nono lavoro del gruppo. Il singolo ha raggiunto la prima posizione della classifica Oricon dei singoli più venduti in Giappone, vendendo 456.434. Il singolo è stato certificato doppio disco di platino. Il brano è stato utilizzato come tema musicale del dorama televisivo Hana Yori Dango Returns con Jun Matsumoto.

## Tracce
CD Singolo JACA-5053
1. Love so sweet
2. Itsumademo (いつまでも)
3. Love so sweet (Original Karaoke)
4. Itsumademo (Original Karaoke)

## Classifiche
| Classifica (2007) | Posizione più alta |
| ----------------- | ------------------ |
| Giappone (Oricon) | 1                  |